# Emily Stowe
Emily Stowe, även känd som Emily Howard Stowe, född Jennings 1 maj 1831, död 30 april 1903, var en kanadensisk läkare och kvinnorättsaktivist. Hon var den andra kvinnliga läkaren i Kanada, och en av den kanadensiska kvinnorörelsens grundare och centralfigurer.

## Biografi
Emily Stowe nekades 1865 att studera medicin vid Toronto School of Medicine. Hon tog sedan en examen från New York Medical College for Women 1867. Hemkommen till Kanada accepterades hon vid Toronto School of Medicine år 1870 trots att hon var kvinna, eftersom läkare med utländsk examen var tvungna att få sin licens förnyad vid en kanadensisk skola för att få praktisera i Kanada. Jennie Kidd Trout lyckades bli godkänd 1875 och blev därmed Kanadas första kvinnliga läkare, men Stowe hoppade av på grund av trakasserier från både lärare och studiekamrater. År 1880 fick hon dock ändå slutligen sin licens från College of Physicians and Surgeons of Ontario och blev därmed Kanadas andra kvinnliga läkare.
Emily Stowe grundade tillsammans med Jessie Turnbull Toronto Women's Literary Guild 1877, som bland annat lyckades utverka kvinnors rätt att rösta i lokalvalen (1882–1884) och studera på universitetet i Toronto (1880), och omvandlade sedan föreningen till Canadian Women's Suffrage Association när huvudfrågan därefter blev kvinnlig rösträtt (1883). År 1889 grundade hon Dominion Women's Enfranchisement Association (DWEA), och blev dess president till sin död. Dess bildande följdes av bildandet av flera lokala rösträttsföreningar i Kanada. DWEA lämnade in en ansökan om kvinnlig rösträtt till parlamentet 1890. Det förespråkade främst rösträtt på samma villkor som män, vilket vid denna tidpunkt inte innebar allmän rösträtt utan rösträtt till skattebetalande medborgare oavsett kön. DWEA omvandlades till Canadian Suffrage Association år 1906, med Stowes dotter Augusta Stowe-Gullen som ordförande.